# Arthur (perro)
Arthur fue un perro ecuatoriano que se unió a un equipo sueco de deportistas extremos cuando competían en el Mundial de Aventura Huairasinchi en 2014, vivió el resto de su vida en Suecia y ha inspirado una fundación para ayudar a otros perros callejeros ecuatorianos, llamada Fundación Arthur Ecuador. 
Según su propietario, Mikael Lindnord, se presume que Arthur era una mezcla de Pastor de Maremma.

## Historia

### Encuentro y travesía de Arthur y el equipo aventurero en la carrera
En noviembre de 2014, Mikael Lindnord estuvo en Ecuador como líder del equipo Peak Performance de cuatro personas, compitiendo en el Campeonato Mundial de Aventura, cuando ofreció una albóndiga en lata a un perro. A partir de ese momento, el perro siguió al equipo durante toda la carrera. Hubo ocasiones donde se encontraban con fango en el camino y tuvieron que sacarlo puesto que el barro era profundo, por lo que el perro se hundía y no podía avanzar, luego, durante la prueba de kayak, donde debían cruzar por un río, el perro saltó al agua y nadó, hasta que Lindnord lo arrastró a bordo, pero más adelante tuvieron que volverlo a recoger del agua, luego que el perro se lanzara  hacia atrás en busca de un pez, lo que retrasó al equipo durante la competencia. 
Más tarde, Lindnord lo nombró Arthur, en referencia al Rey Arturo de Gran Bretaña.

### Adopción y viaje a Suecia
El equipo recaudó dinero a través de una campaña de Twitter, fueron atendidos por el ministro de Asuntos Sociales ecuatoriano y obtuvieron permiso de la Junta de Agricultura de Suecia, por lo que Lindnord pudo traer a Arthur a Suecia. Arthur requirió atención veterinaria por heridas y parásitos y permaneció en cuarentena durante 120 días; en marzo de 2015, después de ser intervenido en una cirugía dental, una "pequeña operación" y luego de realizarse una conferencia de prensa, ya que la historia del perro se había hecho pública en los medios tradicionales e internet, Arthur fue llevado a Örnsköldsvik, a vivir con Lindnord y su familia. Según Lindnord, Arthur tenía siete años cuando fue llevado a Suecia, pero durante una entrevista en su país, dijo que según los veterinarios, afirmaron que Arthur tiene alrededor de 3 o 4 años.

### Otras competencias
En mayo de 2015, Arthur acompañó al equipo en otra competición de aventura llamada Wings For Life World Run, realizada en Kalmar.

### Activismo y publicaciones en honor de Arthur
El equipo comenzó una organización benéfica llamada Arthur's Foundation para ayudar a perros callejeros en Ecuador. Existen planes para un proyecto denominado "Community Dog" para proporcionar alimentos y atención veterinaria a perros callejeros. En 2016, Lindnord publicó un libro que coescribió sobre la historia de Arthur.

### Antiguos dueños
A fines de noviembre de 2014, Vicente Quiñónez de Quinindé dijo a un periódico ecuatoriano que Arthur era su perro, y que su nombre es Barbuncho, sin embargo, la gente ecuatoriana urbana, al saber que el perro estuvo en malas condiciones de salud antes de conocer al equipo sueco, comenzaron a pedir que se castigara a su antiguo dueño por causar sus heridas de maltrato, por lo que después, todos los reclamos de las personas que reclamaron ser dueños del perro, fueron retirados. En realidad, nunca hubo evidencia que el perro fue maltratado, solo que era un perro del campo que andaba en la selva con su dueño para cazar y para acompañar a voluntarios y biólogos trabajando en la zona. Según gente de la zona y los médicos en el Subcentro que vivían al lado de la casa de Barbuncho, el perro tenía una herida por una pelea con otro perro, pero el equipo médico lo estaba tratando.

### Muerte
Finalmente murió el 8 de diciembre de 2020, a causa de un tumor que tenía en su espalda. Días antes el perro había dejado de comer, entonces se lo llevó a una clínica canina, en donde se le diagnosticó que tenía dicho tumor pero ya no se le podía operar.